# Glypta purpuranae
Glypta purpuranae là một loài tò vò trong họ Ichneumonidae.